# Pedro Bergés
Pedro Manuel Bergés Naval (* 6. Juni 1906 auf Kuba; † 1978) war ein kubanischer Fußballspieler.

## Karriere

### Vereine
Bergés kam in den Spieljahren 1937 und 1938 für Iberia Havanna in der Campeonato Nacional de Fútbol de Cuba, der höchsten Spielklasse im kubanischen Fußball, zu Punktspielen. 

### Nationalmannschaft
Nachdem die Nationalmannschaft Kubas in der Qualifikation für die Weltmeisterschaft 1934 in Italien in der Gruppe 11, für Nord- und Mittelamerika an der Nationalmannschaft Mexikos  in der Runde 2 gescheitert war, ereilte Bergés und seine Mannschaft das Glück – ohne ein Qualifikationsspiel bestritten zu haben – das erste Mal bei einer Weltmeisterschaft vertreten zu sein. Die US-amerikanische Nationalmannschaft, Mitbewerber in Gruppe A, verzichtete auf eine Spielaustragung gegen Kuba, sowie alle vier Nationalmannschaften, die in Gruppe B gesetzt waren. Zum Aufgebot für die WM-Endrunde gehörend, kam Bergés in drei Turnierspielen zum Einsatz. Im Achtelfinale, das mit 3:3 unentschieden gegen die Nationalmannschaft Rumäniens endete und im Wiederholungsspiel, das mit 2:1 gewonnen wurde. Gegen die Nationalmannschaft Schwedens, die kampflos und somit entspannt ins Viertelfinale gelangte, unterlagen elf entkräftete Kubaner, von denen nur Juan Alonzo und Pedro Ferrer nicht in den beiden Spielen gegen Rumänien eingesetzt waren, am 12. Juni 1938 im Stade du Fort Carré von Antibes vor 7000 Zuschauern mit 0:8.

## Erfolge
- Teilnehmer an der Weltmeisterschaft 1938